# Ірен Макдоналд
Ірен Макдоналд (англ. Irene MacDonald, 22 листопада 1933 — 20 червня 2002) — канадська стрибунка у воду.
Призерка Олімпійських Ігор 1956 року, учасниця 1960 року.